# Pirgovo, Ruse
Pirgovo (în bulgară Пиргово) este un sat în comuna Ivanovo, regiunea Ruse,  Bulgaria. 

## Demografie
Componența etnică a satului Pirgovo
     Bulgari (96,48%)
     Nicio identificare (3,51%)
     Altele (0%)
La recensământul din 2011, populația satului Pirgovo era de 1.649 locuitori. Din punct de vedere etnic, majoritatea locuitorilor (96,48%) erau bulgari. Pentru 3,51% din locuitori nu este cunoscută apartenența etnică.